# 陆家新屋
陆家新屋位于湖南省衡阳市华新开发区高新区新桥管理处第七组，为清代振武将军陆成祖所建，衡阳保卫战纪念馆位于左厢房。衡阳高新区管委会保留陆家新屋原建筑和景观，进一步完善配套设施，建成总占地面积约120亩的陆家新屋景区。陆家新屋景区除陆家新屋外，还有主入口广场、阳光草坪景观区、运动健康景观区、中央湖景观区、花海景观区、石壁景观区、橘园及有色树木景观区等特色区域。

## 历史沿革

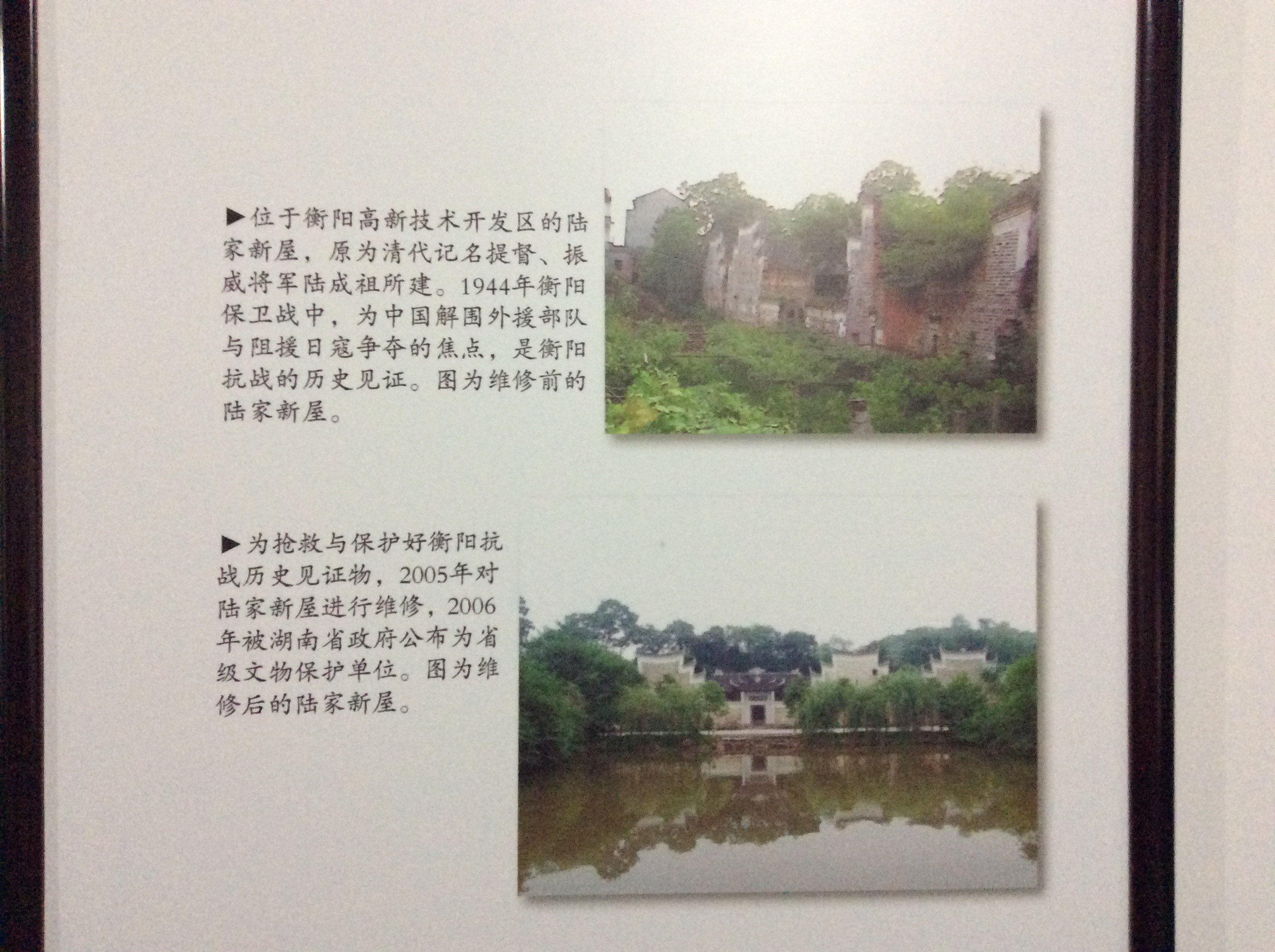
陆家新屋修复前后对比图

陆家新屋的建造人为清代记名提督、振威将军陆成祖。陆成祖生于1838年，湖南衡阳人，加入曾国藩湘军，因军功被被保举为记名提督，后又被授予振武将军衔。陆成祖于1875年（光绪元年）开始委托管家建造陆家新屋。首次选址于黄泥坳，次选址于增福堂（离陆家新屋一华里），第三次才选中如今高新区新桥管理处第七组的位置。因三次易址，遂得名“新屋”。1881年，陆家新屋竣工
1891年（光绪十七年），陆成祖去世，享年54岁。 一直坐镇湖北襄阳的陆成祖本人实际上未在陆家新屋居住过。
衡阳保卫战期间，陆家新屋是中国军队和日本军队争夺的据点，陆家新屋在战争中留下枪眼弹孔。日军将屋里的木窗烧火做饭，陆家人回家时，发现窗户和楼顶隔板都没了，但其他基本无大的损坏。
1949年后，先后有多家贫下中农住在陆家，包括陆家人在内，陆家新屋最多时住了30多户人家，约200余人。文革破四旧期间，陆家新屋的镶金神龛被打破，但由于马头墙和门牌过高而得以保全。两边厢房墙壁上仍留下了文革时期的宣传标语。
1993年起，陆家人开始搬离陆家新屋，2000年完全搬离。无人居住的陆家新屋破损速度加快。
2005年，衡阳市政府对陆家新屋进行维修。修复后2005年12月正式对外开放。2006年，陆家新屋被公布为省级文物保护单位。2007年在该建筑的西厢房内建成了衡阳保卫战纪念馆展区。
但陆家新屋存在主次入口不明显，原场地停车位设置混乱且不均匀等短板，衡阳高新区管委会按照4A级景区标准开始陆家新屋提质改造工程，新建游步道、小溪流水、绿化、线路、凉亭、停车位等配套设施，2016年年底完工。

## 景观
主条目：衡阳保卫战纪念馆
陆家新屋景区占地面积120亩，由主体建筑陆家新屋和国防教育广场两部分组成。
- 主入口牌坊

陆家新屋景区的主入口有一高约13米，宽约16米的“陆家新屋”花岗岩牌坊，建有樟子松材质的斗拱，上覆黑色琉璃瓦。主入口设在岳麓路与杨柳路交叉口的位置，与陆家新屋古建筑呈一条东南—西北走向的主轴线。
- 绿化景观

陆家新屋有着缓坡步道、池塘溪涧、花田荷塘等景观。花海里种着艳丽的三色堇，东面山坡上种着千余平方米的樱花林和北美红枫，还有一条长200米的溪涧。溪涧内流水清浅，布满大大小小的鹅卵石。
- 陆家新屋

陆家新屋依山伴水，坐北朝南，砖木结构，共有二进四厢，是典型的湘南民居风格古建筑群。陆家新屋左厢房设计为衡阳保卫战纪念馆，右厢房设计为清代民居复原展区。保卫战纪念馆内共有54块展板，6个展示陈列柜，展示手榴弹、日式头盔、望远镜、马鞍等抗战时期物品。右厢房收集有晚清时期的床、椅等家俱和居家用品。
- 陆家新屋的屋檐
- 右厢房二楼
- 振威将军匾额

## 交通
衡阳市内乘148路、446路到国防教育广场下车即到，或乘101路、102路、115路、141路、157路车到华新汽车站下车往南1公里即到。

## 纪念活动
蒋孝严办公室主任詹清池、省台办副主任傅雷先后来到陆家新屋参观。